# كيث كرودر
كيث كرودر هو لاعب هوكي جليد كندي، ولد في 6 يناير 1959 في وندسور في كندا.

## وصلات خارجية
- كيث كرودر على موقع دوري الهوكي الوطني (الإنجليزية)
- كيث كرودر على موقع EliteProspects.com (الإنجليزية)
- كيث كرودر على موقع HockeyDB.com (الإنجليزية)
- كيث كرودر على موقع Hockey-Reference.com (الإنجليزية)